# Ivory Island
Ivory Island är en ö i Kanada.   Den ligger i Central Coast Regional District och provinsen British Columbia, i den sydvästra delen av landet, 3 800 km väster om huvudstaden Ottawa. Arean är 0,90 kvadratkilometer.
Terrängen på Ivory Island är mycket platt. Öns högsta punkt är 30 meter över havet. Den sträcker sig 1,2 kilometer i nord-sydlig riktning, och 1,1 kilometer i öst-västlig riktning.
Trakten runt Ivory Island är nära nog obefolkad, med mindre än två invånare per kvadratkilometer.